# Гауто, Хуан
Хуа́н Ка́рлос Га́уто (исп. Juan Carlos Gauto; род. 2 июня 2004, Перито-Морено) — аргентинский футболист, нападающий клуба «Базель», выступающий на правах аренды за клуб «Депортиво».

## Клубная карьера
Гауто — воспитанник клуба «Уракан». 15 апреля 2022 года в матче против «Тигре» он дебютировал в аргентинской Примере. 18 февраля 2023 года в поединке против «Барракас Сентраль» Хуан забил свой первый гол за «Уракан». 

## Международная карьера
В 2023 году в составе молодёжной сборной Аргентины Гауто принял участие в принял участие в домашнем молодёжном чемпионате мира. На турнире он сыграл в матчах против команд Гватемалы, Новой Зеландии и Нигерии.